# تصفيات كأس الأمم الإفريقية 2017 المجموعة س
المجموعة س من مسابقة تصفيات كأس الأمم الأفريقية لكرة القدم 2017 كانت واحدة من المجموعات الـ13 لتحديد الفرق التي تتأهل إلى نهائيات مسابقة كأس الأمم الأفريقية لكرة القدم 2017. تألفت المجموعة من أربعة فرق: الرأس الأخضر، المغرب، ليبيا، و‌ساو تومي وبرينسيب.
لعبت الفرق ضد بعضها البعض ذهاباً وإياباً بنظام التحدي، بين يونيو 2015 وسبتمبر 2016.
الفائزة بالمجموعة، المغرب، تأهلت كأس الأمم الأفريقية لكرة القدم 2017.

## الترتيب
| م | الفريق            | لعب | ف | ت | خ | أ.له | أ.ع | أ.ف | نقاط | التأهل            |     |     |     |     |     |
| - | ----------------- | --- | - | - | - | ---- | --- | --- | ---- | ----------------- | --- | --- | --- | --- | --- |
| 1 | المغرب            | 6   | 5 | 1 | 0 | 10   | 1   | +9  | 16   | المسابقة النهائية |     | —   | 2–0 | 1–0 | 2–0 |
| 2 | الرأس الأخضر      | 6   | 3 | 0 | 3 | 11   | 7   | +4  | 9    |                   |     | 0–1 | —   | 0–1 | 7–1 |
| 3 | ليبيا             | 6   | 2 | 1 | 3 | 8    | 6   | +2  | 7    |                   | 1–1 | 1–2 | —   | 4–0 |     |
| 4 | ساو تومي وبرينسيب | 6   | 1 | 0 | 5 | 4    | 19  | −15 | 3    |                   | 0–3 | 1–2 | 2–1 | —   |     |

## المباريات
| المغرب      | 1–0   | ليبيا |
| ----------- | ----- | ----- |
| القدوري 50' | تقرير |       |

| الرأس الأخضر                                                                                         | 7–1   | ساو تومي وبرينسيب |
| --- | ----- | ----------------- |
| دجانيني 10'، 73' · روتشا 17' (ركلة.) · رودريغيز 38' · فورتيس 41' · بابانكو 51' (ركلة.) · تافاريس 75' | تقرير | ليال 54'          |

| ساو تومي وبرينسيب | 0–3   | المغرب                             |
| ----------------- | ----- | ---------------------------------- |
|                   | تقرير | أمرابط 34' · العربي 38' · ضرار 41' |

| ليبيا    | 1–2   | الرأس الأخضر         |
| -------- | ----- | -------------------- |
| محمد 85' | تقرير | كاي 57' · مينديز 89' |

| ساو تومي وبرينسيب            | 2–1   | ليبيا      |
| ---------------------------- | ----- | ---------- |
| التربي 83' (ه.ذ.) · ليال 88' | تقرير | البدري 23' |

| الرأس الأخضر | 0–1   | المغرب             |
| ------------ | ----- | ------------------ |
|              | تقرير | العربي 25' (ركلة.) |

| ليبيا                            | 4–0   | ساو تومي وبرينسيب |
| -------------------------------- | ----- | ----------------- |
| زعبية 51'، 56'، 74' · المنير 70' | تقرير |                   |

| المغرب                  | 2–0   | الرأس الأخضر |
| ----------------------- | ----- | ------------ |
| العربي 55' (ركلة.)، 60' | تقرير |              |

| ليبيا       | 1–1   | المغرب   |
| ----------- | ----- | -------- |
| الورفلي 90' | تقرير | ضرار 36' |

| ساو تومي وبرينسيب | 1–2   | الرأس الأخضر              |
| ----------------- | ----- | ------------------------- |
| فادولي 87'        | تقرير | غوميز 50' · نونو جويا 79' |

| الرأس الأخضر | 0–1   | ليبيا       |
| ------------ | ----- | ----------- |
|              | تقرير | التريكي 90' |

| المغرب                        | 2–0   | ساو تومي وبرينسيب |
| ----------------------------- | ----- | ----------------- |
| زياش 55' (ركلة.) · بوهدوز 83' | تقرير |                   |

## مسجلو الأهداف
4 أهداف
- يوسف العربي

3 أهداف
- محمد زعبية

هدفين
- دجانيني
- نبيل ضرار
- لويس ليال

هدف واحد
- بابانكو
- أودير فورتيس
- ريكاردو غوميز
- كاي
- ريان مينديز
- نونو جويا
- نونو روتشا
- غاري رودريغيز
- جوليو تافاريس
- فيصل البدري
- سند الورفلي
- فؤاد التريكي
- محمد المنير
- المعتصم بالله محمد
- نور الدين أمرابط
- عزيز بوهدوز
- عمر القدوري
- حكيم زياش
- فادولي

هدف ذاتي واحد
- أحمد التربي (لعب ضد ساو تومي وبرينسيب)

## روابط خارجية
- Orange Africa Cup Of Nations Qualifiers 2017, CAFonline.com